# Paweł Płotowski
Paweł Płotowski (ur. przed 1480, zm. 18 kwietnia 1547 we Fromborku) – polski duchowny katolicki, kanonik i prepozyt kapituły warmińskiej.
Był m.in. sekretarzem podkanclerzego i kanclerza wielkiego koronnego Krzysztofa Szydłowieckiego, a także dworzaninem i jednym z sekretarzy króla Zygmunta Starego. Gromadził prebendy kościelne, był m.in. proboszczem w Niepołomicach, a od 1520 kanonikiem warmińskim. Jako pierwszy Polak objął w kapitule warmińskiej godność prepozyta (1523), w t.r. znalazł się na liście kandydatów do biskupstwa warmińskiego (biskupem został wówczas Maurycy Ferber). Prowadził w imieniu kapituły liczne interesy, ubiegał się w związku z tym o dodatkowe dochody, których odmówił mu ówczesny kanclerz kapituły (1524) Mikołaj Kopernik.
Po śmierci Ferbera ponownie ubiegał się o biskupstwo warmińskie (1536), tym razem przegrywając rywalizację z Janem Dantyszkiem. Chcąc zdobyć łaski nowego biskupa Płotowski donosił Dantyszkowi na kanoników, m.in. Kopernika i Aleksandra Scultetiego, oskarżając ich o sprzyjanie herezji i łamanie celibatu; w rezultacie tych działań Sculteti był zmuszony opuścić Warmię. Bez powodzenia Płotowski starał się również o godność biskupa chełmińskiego. Uczestniczył w obradach sejmików pruskich.
Został pochowany w katedrze we Fromborku.
Postać Pawła Płotowskiego pojawia się w filmie i serialu Kopernik (1972) Czesława i Ewy Petelskich. W roli tej wystąpił Witold Pyrkosz.